# Belval-sous-Châtillon
Belval-sous-Châtillon é uma comuna francesa na região administrativa do Grande Leste, no departamento de Marne. Estende-se por uma área de 7.15 km², e possui 154 habitantes, segundo o censo de 2018, com uma densidade de 22 hab/km².